# Emomali Rahmon
Emomali Rahmon (tádzsik írással: Эмомалӣ Раҳмон; Dangara, 1952. október 5. –) tádzsik politikus, 1992–1994 között a Tádzsik Legfelsőbb Tanács elnöke volt, 1994-től Tádzsikisztán elnöke. Regnálása első éveit beárnyékolta az országban dúló polgárháború, amely rettenetes áldozatokkal járt. 2007-ig az oroszos Rahmonov formában használta a vezetéknevét. 2015-től a nemzet vezetője (pesvoi millat) címet viseli.

## Élete
Az akkor a Tádzsik SZSZK Kulobi területén (napjainkban Hatlon tartomány) fekvő Dangara városban született 1952-ben. Műszaki szakközépiskolát végzett. Utána a kurgan-tyubei étolajgyárnál kezdett el dolgozni villanyszerelőként. 1971–1974 között katonai szolgálatot teljesített a Szovjet Haditengerészet Csendes-óceáni Flottájánál. A katonai szolgálat után visszatért a kurgan-tyubei gyárba dolgozni.

## Tanulmányai
1977-ben felvették a Tádzsik Állami Egyetem Közgazdasági Karára, melyet munka mellett végzett el 1982-ben.